# Higashiyama-ku
Higashiyama (東山区 Higashiyama-ku?) es uno de los once distritos de Kioto, en la Prefectura de Kioto, Japón. 

## Demografía
Según datos del censo japonés, la población de Higashiyama ha disminuido en los últimos años.
| Año del censo | Población |
| ------------- | --------- |
| 1995          | 48.241    |
| 2000          | 44.813    |
| 2005          | 42.464    |
| 2010          | 40.528    |
| 2015          | 39.044    |
| 2020          | 36.602    |